# Chironomus dendrophila
Chironomus dendrophila är en tvåvingeart som först beskrevs av Zvereva 1950.  Chironomus dendrophila ingår i släktet Chironomus och familjen fjädermyggor. Inga underarter finns listade i Catalogue of Life.